# 98e division d'infanterie (Allemagne)
Pour les articles homonymes, voir 98e division d'infanterie.
La  98e division d'infanterie  (en allemand : 98. Infanterie-Division ou 98. ID) est une des divisions d'infanterie de la Wehrmacht durant la Seconde Guerre mondiale.

## Création
La 98. Infanterie-Division est formée le 18 septembre 1939 au terrain d'entraînement de Grafenwöhren dans le Wehrkreis XIII dans le cadre de la 5. Welle (5e vague de mobilisation).
Le personnel acquiert l'expérience du combat pendant la campagne de Pologne au sein de l'Heeresgruppe Süd. D'août 1940 à février 1941, la division est au repos. Après sa reformation en février 1941, la division est en première ligne sur le front de l'Est à partir de juillet 1941, la division souffre d'un sous-effectif permanent de sa force d'infanterie. Par conséquent, en 1942, trois bataillons sont dissous (II./282, III./289, III./290) et la division garde seulement six bataillons d'infanterie dans ses rangs. Cette organisation est officialisée lorsque la division établit une structure à deux régiments (terme d'organisation de l'époque: "zweigleisig") pendant l'été 1943. Le Grenadier-Regiment 289 est démantelé et le personnel est utilisé pour constituer à nouveau les bataillons Grenadier-Regiment 282 et Grenadier-Regiment 290 ; en outre, les division-Bataillon 98 ont été nouvellement créées à partir des restes.
Pendant son affectation à l'Heeresgruppe Mitte d'octobre à novembre 1941 et de mai à juin 1943, la division est équipée d'un certain nombre de chars légers russes capturés - les modèles T-26 et T-70, également appelés Beutepanzer. Pendant les derniers et lourds combats en Crimée, le Grenadier-Feldausbildungs-Regiment 615 est incorporé le 1er mars 1944 pour renforcer de nouveau la composante d'infanterie (rebaptisé Grenadier-Regiment 289 peu après).
Après avoir été détruite en mai 1944 en Crimée, la division est reformée le 5 juin 1944 en Croatie avec ses éléments survivants et le personnel de la 387. Infanterie-Division. Le nouveau théâtre de première ligne est l'Italie. Il est prévu de l'affecter à la Grenadier-Lehr-brigade, qui est déjà sur place, et pour ne citer qu'elle, la Grenadier-Lehr-Regiment 290. Un changement de courte durée de ce plan, qui devait donner cette brigade Lehr à la Reichsgrenadier-Division "Hoch- und Deutschmeister", est annulé, et la cession est réalisée le 28 octobre 1944, enfin. Le nouveau régiment reçoit la désignation de Grenadier-Lehr-Regiment 117 et remplace le Grenadier-Regiment 117, qui est dissout par conséquent.
La division se rend aux troupes américaines en Italie en mai 1945.

## Organisation

### Commandants
| Date                                | Grade                  | Commandant               |
| ----------------------------------- | ---------------------- | ------------------------ |
| 1er septembre 1939 - 11 avril 1940  | Generalleutnant        | Erich Schröck            |
| 11 avril 1940 - 10 juin 1940        | Generalleutnant        | Herbert Stimmel          |
| 10 juin 1940 - 31 décembre 1941     | Generalleutnant        | Erich Schröck            |
| 31 décembre 1941 - 1er février 1944 | General der Infanterie | Martin Gareis            |
| 1er février 1944 - 11 avril 1945    | Generalleutnant        | Alfred-Hermann Reinhardt |
| 11 avril 1945 - 8 mai 1945          | Generalmajor           | Otto Schiel              |

## Théâtres d'opérations
- Allemagne : septembre 1939 - Mai 1940
- France : mai 1940 - Juin 1941
- Front de l'Est, secteur Sud : juin 1941 - Novembre 1941
- Front de l'Est, secteur Centre : novembre 1941 - Mars 1943
  - 1941 - 1942 : Opération Barbarossa
    - 22 octobre 1941 au 22 janvier 1942 : Bataille de Moscou
- Front de l'Est, secteur Sud : Mars 1943 - Mai 1944
- Yougoslavie : juin 1944 - août 1944
- Italie : août 1944 - Mai 1945 (Prise de Bologne)

## Ordre de bataille
1939
- Stab
- Infanterie-Regiment 282
- Infanterie-Regiment 289
- Infanterie-Regiment 290
- Artillerie-Regiment 198
  - I. Abteilung
  - II. Abteilung
  - III. Abteilung
  - IV. Abteilung
- Radfahr-Schwadron 198
- Panzerabwehr-Abteilung 198
- Pionier-Bataillon 198
- Nachrichten-Abteilung 198
- Infanterie-Divisions-Nachschubführer 198
- Verwaltungsdienste 198
- Sanitätsdienste 198
- Veterinär-Kompanie 198

1941
- Stab
- Infanterie-Regiment 282
- Infanterie-Regiment 289
- Infanterie-Regiment 290
- Artillerie-Regiment 198
  - I. Abteilung
  - II. Abteilung
  - III. Abteilung
  - IV. Abteilung
- Panzerjäger- und Aufklärungsabteilung 198
  - 1. Pz.Jg.Kp
  - 2. Pz.Jg.Kp
  - 3. Radfahr-Schwadron
- Pionier-Bataillon 198
- Nachrichten-Abteilung 198
- Infanterie-Divisions-Nachschubführer 198
- Verwaltungsdienste 198
- Sanitätsdienste 198
- Veterinär-Kompanie 198

1943-1944
- Stab
- Grenadier-Regiment 282
- Grenadier-Regiment 290
- Divisions-Bataillon 98
- Feldersatz-Bataillon 198
- Artillerie-Regiment 198
  - I. Abteilung
  - II. Abteilung
  - III. Abteilung
  - IV. Abteilung
- Panzerjäger-Abteilung 198
  - 1. Pz.Jg.Kp
  - 2. Pz.Jg.Kp
  - 3. Pz.Jg.Kp
- Pionier-Bataillon 198
- Nachrichten-Abteilung 198
- Kommandeur der Inf.Div.-Nachschubtruppen 198
- Verwaltungsdienste 198
- Sanitätsdienste 198
- Veterinär-Kompanie 198

1944-45 (Italie)
- Stab
- Grenadier-Regiment 117 / Grenadier-Lehr-Regiment 117
- Grenadier-Regiment 289
- Grenadier-Regiment 290
- Divisions-Füsilier-Bataillon 98
- Feldersatz-Batillon 198
- Artillerie-Regiment 198
  - I. Abteilung
  - II. Abteilung
  - III. Abteilung
  - IV. Abteilung
- Panzerjäger-Abteilung 198
  - 1. Pz.Jg.Kp
  - 2. Pz.Jg.Kp
  - 3.(Fla-)Kp
- Pionier-Bataillon 198
- Nachrichten-Abteilung 198
- Versorungs-Regiment 198
- Verwaltungsdienste 198
- Sanitätsdienste 198
- Veterinär-Kompanie 198

## Décorations
Des membres de cette division ont été récompensés à titre personnel pour leurs faits de guerre :
- Agrafe de la liste d'honneur
  - 30
- Croix allemande
  - en Or : 71
  - en Argent : 1
- Croix de chevalier de la Croix de fer
  - 23
  - 1 feuilles de chêne